# Střední východ

Střední východ

Střední východ je výraz původem z anglického Middle East, který označuje ne zcela jednoznačně vymezené území v okolí východního Středomoří a Perského zálivu. Do češtiny se termín Middle East správně překládá výrazem Blízký východ (archaicky Přední východ). Kvůli zmatení těchto termínů se pro jednoznačnost někdy používá souhrnný název Blízký a Střední východ.
V koloniálním 19. století rozlišovalo Britské impérium Dálný východ v jihovýchodní Asii a Blízký východ pro oblast Osmanské říše. Pro oblast zemí kolem Perského zálivu a Afghánistánu pak vznikl výraz Střední východ. Ve 20. století se význam termínu Střední východ (Middle East) rozšířil o oblasti rozpadlé Osmanské říše a jeho použití v anglo-americké oblasti tak do značné míry nahradilo pojem Blízký východ (Near East). Existují i další alternativní pojmy jako "širší blízký východ" (zahrnuje také části východní Afriky, Afghánistán, Pákistán, někdy i Kavkaz a nebo dokonce Střední Asii) nebo MENA (Middle east and North Africa), který zahrnuje i státy Maghrebu a Súdán. Střední východ leží v Asii, ovšem kouskem Turecka a Kyprem zasahuje i do Evropy. 
Oblast je kolébkou civilizace, vznikly zde nejstarší komplexní státní útvary na světě (Sumer, Egypt, Chetitská říše). Geopolitický význam regionu je uznáván po tisíciletí. Několik hlavních světových náboženství zde má svůj původ, včetně judaismu, křesťanství a islámu (v minulosti byl velmi vlivný i zoroastrismus, synkretickým moderním náboženstvím z této oblasti je bahaismus). Z toho také vyplývá, že oblast je místem mnoha střetů a konfliktů. 
V současnosti zahrnuje šestnáct suverénních státních útvarů (plus Palestinskou autonomii, u níž se předpokládá, že se stane rovněž státem). Třináct z nich je arabských, jen čtyři nearabské (Turecko, Írán, Izrael, Kypr). Arabové představují tudíž největší etnikum v regionu, následují Turci, Peršané, Kurdové, Azerové, Koptové, Židé, Asyřané, Turkmeni a Řekové (na Kypru). Nejlidnatějšími zeměmi v regionu jsou Egypt, Írán a Turecko, zatímco Saúdská Arábie je zemí největší. Většina zemí, které hraničí s Perským zálivem, má obrovské zásoby ropy, přičemž z exportu ropy ekonomicky těží zejména monarchové na Arabském poloostrově. Z hlediska hrubého domácího produktu (v paritě kupní síly) má největší ekonomiku v oblasti Turecko, následované Saúdskou Arábií, Egyptem a Íránem (dle údajů Mezinárodního měnového fondu). Tyto čtyři země také soupeří o pozici geopolitického hegemona v oblasti, byť Egypt byl v tomto souboji oslaben arabským jarem. Při přepočtu HDP (PPP) na obyvatele je nejbohatším státem Katar, Spojené arabské emiráty a Bahrajn. V těchto zemích se však bohatství nedostane k velké části obyvatelstva, jak dokazuje index lidského rozvoje vypočítávaný OSN - podle něj nejvyšší kvalitu života svým obyvatelům nabízí Izrael. Z islámských zemí jsou to Spojené arabské emiráty. Třetí je pak Kypr.
Většina států v oblasti je muslimských (s výjimkou Izraele a řecké části Kypru). Írán je z nich jediný šíitský, ostatní jsou sunitské. Po této náboženské linii vede napětí. Ve 20. století se zdálo, že role náboženské ideologie poklesla, zejména díky nástupu nacionalismu (kemalismu) v Turecku, v Egyptě (násirovský arabský nacionalismus a panarabismus), Sýrii i Iráku (baasismus), z čehož také pramenily konflikty (irácko-íránská válka, irácká invaze do Kuvajtu). Od konce 20. století však role náboženství znovu spíše stoupá. Zdrojem etnického napětí v oblasti je arabsko-izraelský konflikt, řecko-turecký spor na Kypru nebo kurdsko-turecké spory. Násilné jsou často též politické konflikty uvnitř jednotlivých států (arabské jaro, syrská občanská válka, libanonská občanská válka, jemenská občanská válka, irácká občanská válka). V mnoha zemích vládnou konzervativně-náboženské nebo přímo teokratické režimy, které jsou živnou půdou různorodého radikalismu a fundamentalismu, který nezřídka přechází k teroristickým činům a v případě Islámského státu dokonce zabral značnou část území a hrozil rozvrátit stávající státní útvary.
Oblast byla vždy předmětem zájmu Evropanů, jako kolébka křesťanství - ve středověku zde Evropané vybudovali své základny v podobě křižáckých států. V moderní éře byla oblast kolonizována evropskými mocnostmi (zejména Brity a Francouzi). I po konci kolonialismu je předmětem zájmu velmocí, které v ní někdy intervenují i vojensky (válka v zálivu, válka v Iráku). Spojencem Spojených států v oblasti je Saúdská Arábie, Spojené arabské emiráty, Izrael a znovu též Egypt (poté, co moc uchopil generál Sísí). Rusko má svou geopolitickou základnu v oblasti v Íránu a Sýrii (plus k tomu lze připočíst íránský vliv v Libanonu, zejména jižním, a části Palestiny, především v Gaze). Čína si získala mimořádné postavení v Kuvajtu. Nejasná se stává pozice Turecka, jakkoli je součástí Severoatlantické aliance.
Váha oblasti spočívá i v její značné lidnatosti. Počet obyvatel Středního východu je zhruba 447 milionů. To je téměř přesně tolik jako obyvatel Evropské unie a o 116 milionů více než obyvatel Spojených států. 

## Seznam států
| Stát                    | Počet obyvatel | Hlavní město |
| ----------------------- | -------------- | ------------ |
| Bahrajn                 | 1 569 446      | Manáma       |
| Egypt                   | 101 478 581    | Káhira       |
| Írán                    | 83 183 741     | Teherán      |
| Irák                    | 40 222 503     | Bagdád       |
| Izrael                  | 9 404 080      | Jeruzalém    |
| Jemen                   | 30 491 000     | Saná         |
| Jordánsko               | 10 658 123     | Ammán        |
| Katar                   | 2 795 484      | Dauhá        |
| Kuvajt                  | 4 420 110      | Kuvajt       |
| Kypr                    | 1 189 265      | Nikósie      |
| Libanon                 | 6 859 408      | Bejrút       |
| Omán                    | 4 829 473      | Maskat       |
| Palestina               | 5 159 076      | Rámaláh      |
| Saúdská Arábie          | 34 218 169     | Rijád        |
| Spojené arabské emiráty | 9 890 400      | Abú Zabí     |
| Sýrie                   | 17 500 657     | Damašek      |
| Turecko                 | 83 614 362     | Ankara       |